# FTSE 세계국채지수
| 국가 | 시장 비중 % |
| --- | ----------- |
| 미국 | 40.52       |
| EGBI* | 31.63       |
| 일본 | 16.03       |
| 영국 | 4.55        |
| 기타 | 7.28        |
| * EGBI(FTSE EMU Government Bond Index)는 WGBI 시장 포함 기준을 충족하는 EMU 참여국으로 구성된다. 현재 EMU 참여국은 오스트리아, 벨기에, 핀란드, 프랑스, 독일, 아일랜드, 이탈리아, 네덜란드, 스페인이다. |             |

FTSE 세계국채지수(World Government Bond Index, WGBI)는 복수 국가의 국채 시장으로 구성된 시가총액 가중 채권 지수이다. 국가 적격성은 시가총액 및 투자 가능성 기준에 따라 결정된다. 이 지수는 잔존 만기가 1년 이상이고 미 상환 금액이 적어도 미화 2,500만 달러 상당인 모든 고정 금리 채권을 포함한다. 정부 증권은 일반적으로 변동 금리 채권, 미국 및 캐나다 저축 채권 및 사모 펀드를 제외한다. 이러한 지수에 직접 투자할 수는 없다.
2017년 8월 31일, 런던 증권거래소 그룹(LSEG)은 씨티 그룹으로부터 수익률 장부와 씨티 고정수익 지수 사업체 인수를 완료하였다. 인수 완료에 따라서 명칭은 살로몬 스미스 바니 세계 국채 지수에서 씨티그룹 세계 국채 지수로, 현재는 FTSE 세계 국채 지수로 변경되었다.
FTSE 세계국채지수는 FTSE World Government 0-1 Year Index, FTSE Climate Risk-Adjusted World Government Bond Index, FTSE ESG WGBI 등 여러 개의 세부 지수로 구분된다.

## 가입 절차
관찰 대상국에 오른 이후 세계국채지수에 편입되기 위해서는 FTSE 그룹의 승인을 받아야 한다. 여기서 시장 비중이 큰 국가들의 영향력은 상당하다.

## 구성
- 미국 41.9%
- 중국 10.0%[4]
- 일본 9.7%
- 프랑스 6.4%
- 이탈리아 5.9%
- 독일 5.0%
- 영국 4.7%
- 스페인 3.9%
- 대한민국 2.05%[5]

## 포함된 국가
지수에 포함된 국가들은 다음과 같다.
- 대한민국(2026년 11월부터 편입[6][7][8])
- 호주
- 오스트리아
- 벨기에
- 캐나다
- 중국
- 덴마크
- 핀란드
- 프랑스
- 독일
- 아일랜드
- 이스라엘
- 이탈리아
- 일본
- 말레이시아
- 멕시코
- 네덜란드
- 포르투갈
- 싱가포르
- 남아프리카공화국
- 스페인
- 스웨덴
- 스위스
- 영국
- 미국
- 인도 (2025년 11월 부터 편입[9][10][11])

이외에도 여러 국가들은 세계국채지수 편입을 시도하고 있다.

## 같이 보기
- 채권 (금융)
- 국채